# Lamborghini Murciélago
Der Lamborghini Murciélago ist ein Sportwagen des Fahrzeugherstellers Lamborghini, der auf der IAA 2001 in Frankfurt vorgestellt wurde. Zwischen 2001 und 2010 wurden 4099 Stück produziert.
Der Murciélago wurde vom belgischen Auto-Designer Luc Donckerwolke entworfen und ist das erste Fahrzeug von Lamborghini, das unter der Ägide der neuen Muttergesellschaft Audi entwickelt wurde. Als Modellvarianten waren Coupé (LP640), Roadster und eine Rennversion (Murciélago R-GT) erhältlich. Zu den direkten Konkurrenten des Murciélago zählten u. a. der Ferrari 575 bzw. der 599 GTB, obwohl diese im Gegensatz zum Murciélago nicht über Mittelmotor und Allradantrieb verfügen.
Das Vorgängermodell war der Lamborghini Diablo, der 1990 vorgestellt wurde. Der Nachfolger Lamborghini Aventador wurde im März 2011 auf dem Genfer Auto-Salon vorgestellt.

## Namensgebung

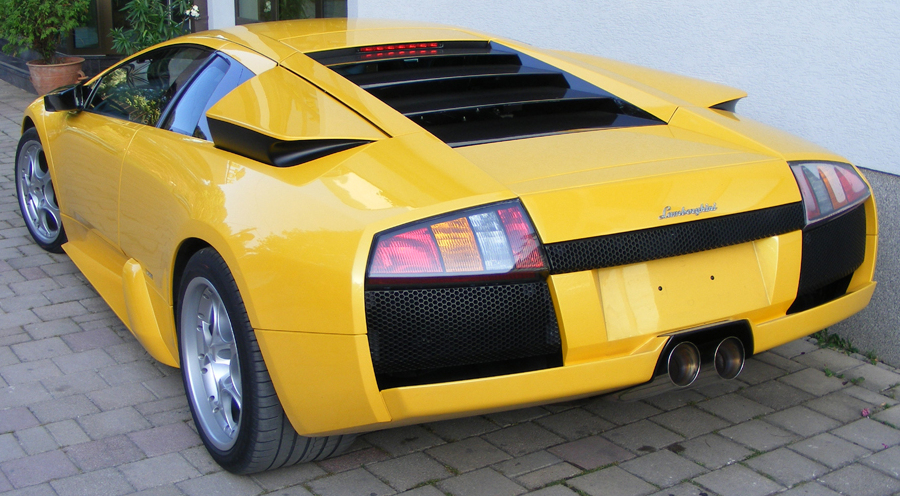
Heck des Murciélago (Kühlöffnungen ausgefahren)

Der Name Murciélago (deutsch: Fledermaus) stammt von dem gleichnamigen Kampfstier aus der Zucht von Joaquín del Val de Navarra, der am 5. Oktober 1879 in der Arena von Córdoba einen besonders herausragenden Kampf gegen den Matador Rafael Molina Sánchez („Lagartijo“) führte, worauf das Publikum von diesem verlangte, auf den Todesstoß zu verzichten, was dieser auch tat (Indulto).
Nach dem Kampf wurde Murciélago an den Züchter Antonio Miura verschenkt, der mit diesem Stier eine neue Zuchtlinie begründete, deren Nachkommen noch heute in spanischen Kampfarenen anzutreffen sind.

## Karosserie
Besondere Designelemente sind die – oft fälschlicherweise als Flügeltüren bezeichneten – Scherentüren und die ausfahrbaren Kühlöffnungen hinter den Türen. Weiterhin sieht man Anleihen an legendäre Modelle von Lamborghini: Die Keilform des Countach, die Hecklamellen des Miura und die Proportionen des Diablo.
Der Murciélago hat einen Gitterrohrrahmen aus Stahl und eine Karosserie aus lackiertem kohlenstofffaserverstärkten  Kunststoff (KFK).

## Straßenversionen

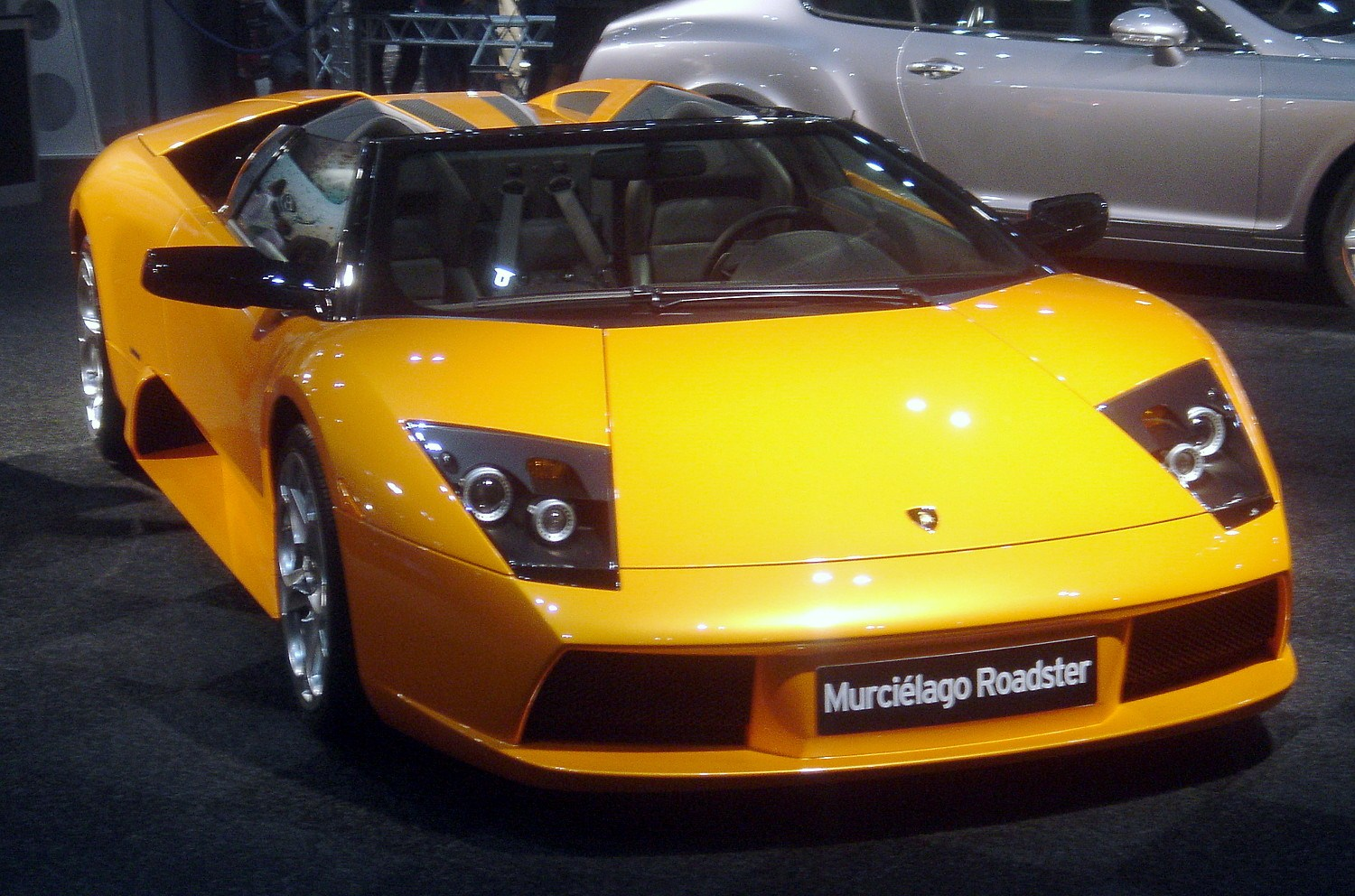
Lamborghini Murciélago Roadster
(2005–2006)

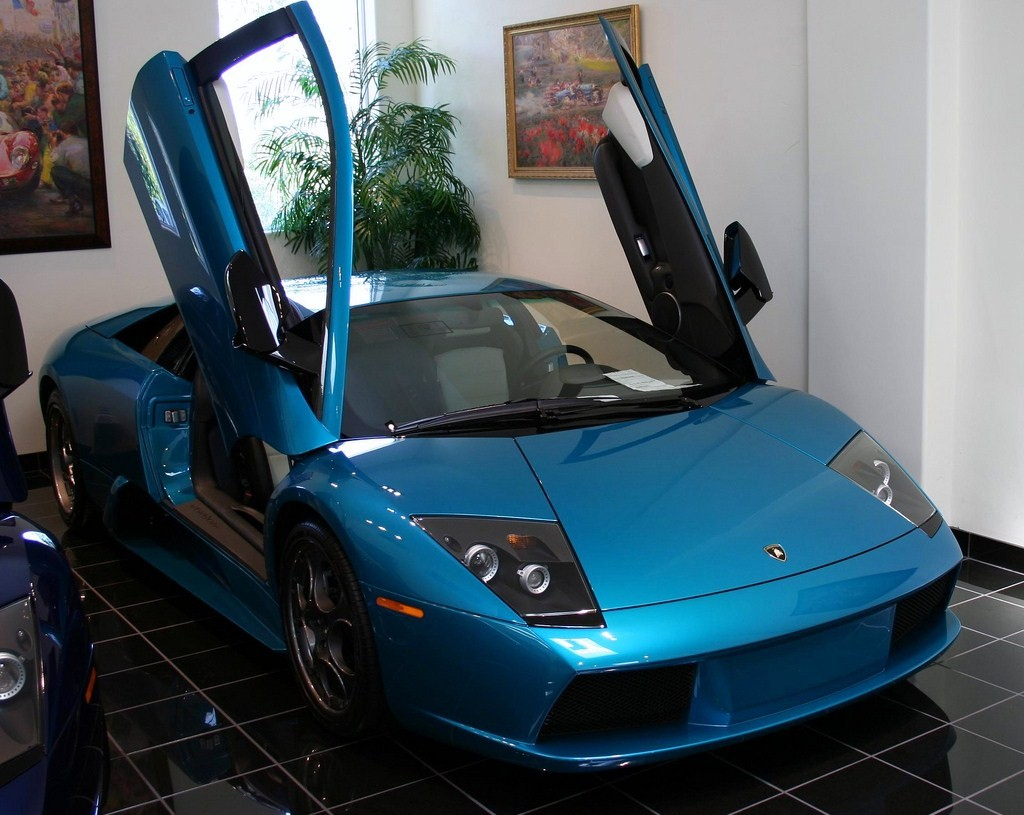
Lamborghini Murciélago 40th Anniversary (2003)

### Murciélago Roadster
Die offene Version des Murciélago war zum Zeitpunkt ihrer Vorstellung im Jahr 2005 der schnellste Roadster der Welt. Die Höchstgeschwindigkeit von 320 km/h wird mit geöffnetem Verdeck erreicht, da das Verdeck nur bis 160 km/h zugelassen ist. Trotz der diversen Versteifungen und der ausfahrbaren Überrollbügel, die das Gewicht um 150 kg erhöhen, unterscheiden sich die Fahrleistungen nur sehr gering von denen des Coupés. Besondere Merkmale des Roadsters sind die 7 Zentimeter niedrigere Karosserie sowie eine geänderte Motorabdeckung.
Der Designer des Murciélago, Luc Donckerwolke, sagte in einem Interview mit dem amerikanischen Automagazin Road & Track, dass die Northrop B-2, die 118 WallyPower  von Wally Yachts und die Ciudad de las Artes y de las Ciencias in Valencia als Inspiration für den Roadster dienten.

### Sondermodell40th Anniversary
Zum 40. Firmenjubiläum erschien 2003 ein Sondermodell, welches die Reihe der Sondermodelle zu Firmenjubiläen fortführt (1988: Countach 25th, 1993: Diablo SE 30th).
Das Murciélago-Sondermodell 40th Anniversary unterscheidet sich vom Standardmodell durch die dreischichtige Sonderlackierung grün artemis perleffekt und einige Veränderungen im Innenraum.
Die oberen Türleisten, der hintere Fensterrahmen und der Tankdeckel sind mit sichtbarem KFK verkleidet. Die anthrazitfarbenen Räder haben Nabendeckel mit dreidimensionalem Firmenlogo.
An den hinteren Seitenfenstern ist die jeweilige Fahrzeugnummer dieser auf 50 Fahrzeuge limitierten Jubiläumsauflage zu sehen. Sie kostet circa 15.000 Euro mehr als die Serienversion und ist mit einem personalisierten Zertifikat ausgestattet, das mit einem exklusiven, lederbezogenen Koffer ausgeliefert wird.

### Murciélago LP640
Anfang 2006 wurde das Murciélago-Coupé überarbeitet und in Murciélago LP640 umbenannt. Das Design und der Innenraum wurden dabei nur leicht verändert. Der 12-Zylinder-Motor wurde komplett überarbeitet. Sein Hubraum wurde von 6,2 auf 6,5 Liter vergrößert. Die Zylinderköpfe, die Nockenwellen, die Kurbelwelle sowie die Abgasanlage wurden dabei neu entwickelt. Mithilfe dieser Änderungen leistet der Motor 471 kW und 660 Nm Drehmoment. Der Name LP640 setzt sich  aus „Longitudinale Posteriore“ (was so viel wie „längs hinten“ bedeutet und die Einbaulage des Motors beschreibt) und den 640 PS zusammen. Der Roadster wurde bis zum Erscheinen des LP640 Roadster unverändert weitergebaut.
2010 musste Lamborghini in den USA etwa 400 Fahrzeuge des Typs LP640 und LP640 Roadster zurückrufen, da einige Fahrzeuge durch einen leckschlagenden Tank Feuer fingen. Betroffen waren dabei vor allem die Baujahre 2007 und 2008.

#### Murciélago LP640 Roadster
Auf der LA Autoshow Ende November 2006 wurde der neue Lamborghini Murciélago LP640 Roadster präsentiert. Er ist die neue Version des Murciélago Roadster. Er hat den gleichen V12-Motor wie das LP640-Coupé, der 471 kW leistet. Neu auf der Ausstattungsliste war ein Infotainment-System von Kenwood mit 6,5"-Widescreen-Monitor.

#### Murciélago LP640 Versace
Der Lamborghini Murciélago LP640 Versace wurde auf dem Paris Mondial de l'Automobile vorgestellt.
Diese Sonderserie des Murciélago-LP640-Coupés wurde in Zusammenarbeit mit der Gianni Versace S.p.A gestaltet. Zu den auffallendsten Merkmalen zählen die speziellen Außenlackierungen Aldebaran-Schwarz und Isis-Weiß und die schwarz lackierten Räder. Außerdem gab es spezielle Ausführungen von Innenraum-Details,  wie zum Beispiel die Sitze.
Die Sonderserie ist auf 20 Stück limitiert.

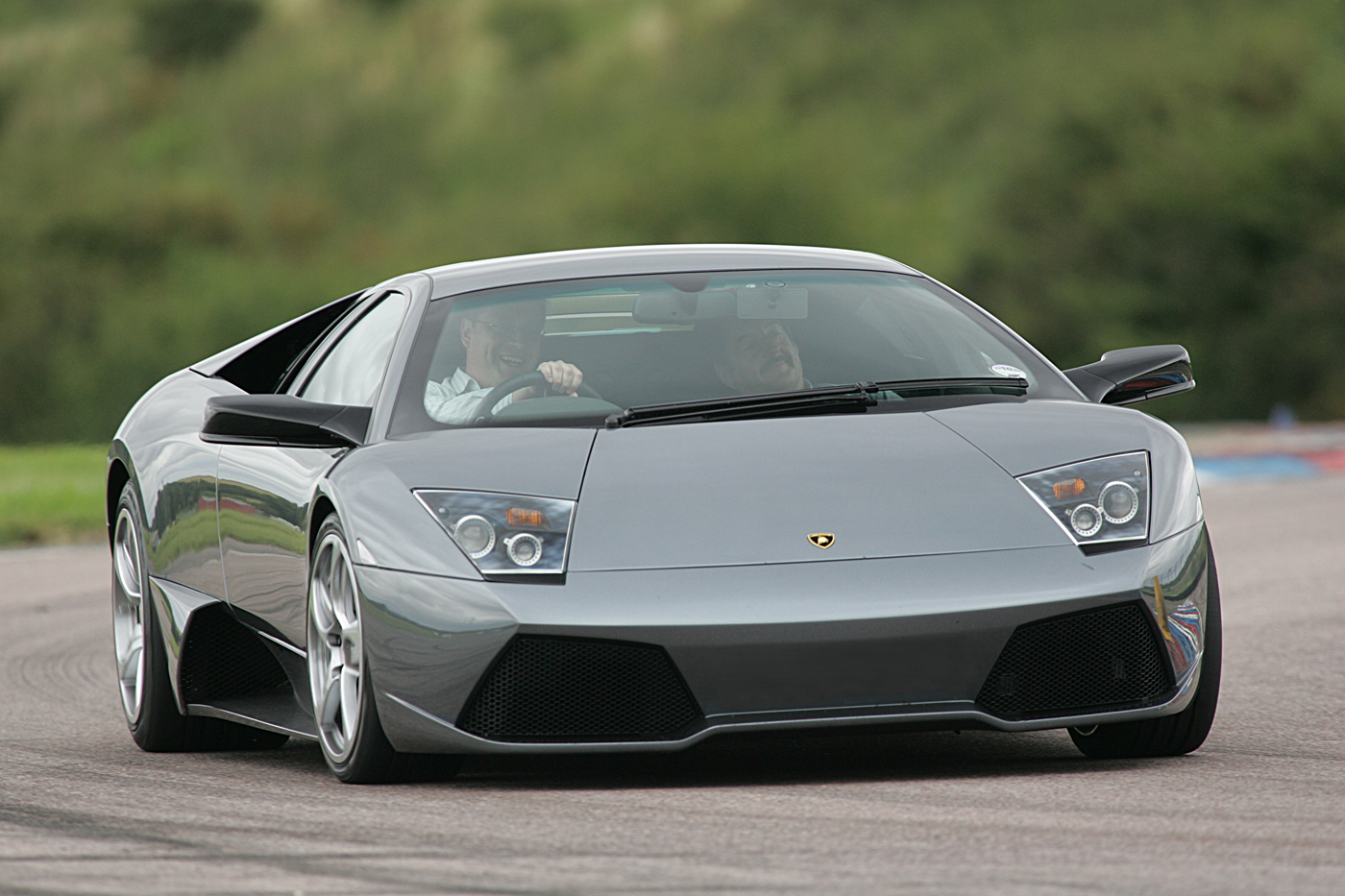
Lamborghini Murciélago LP640 (2006–2009)
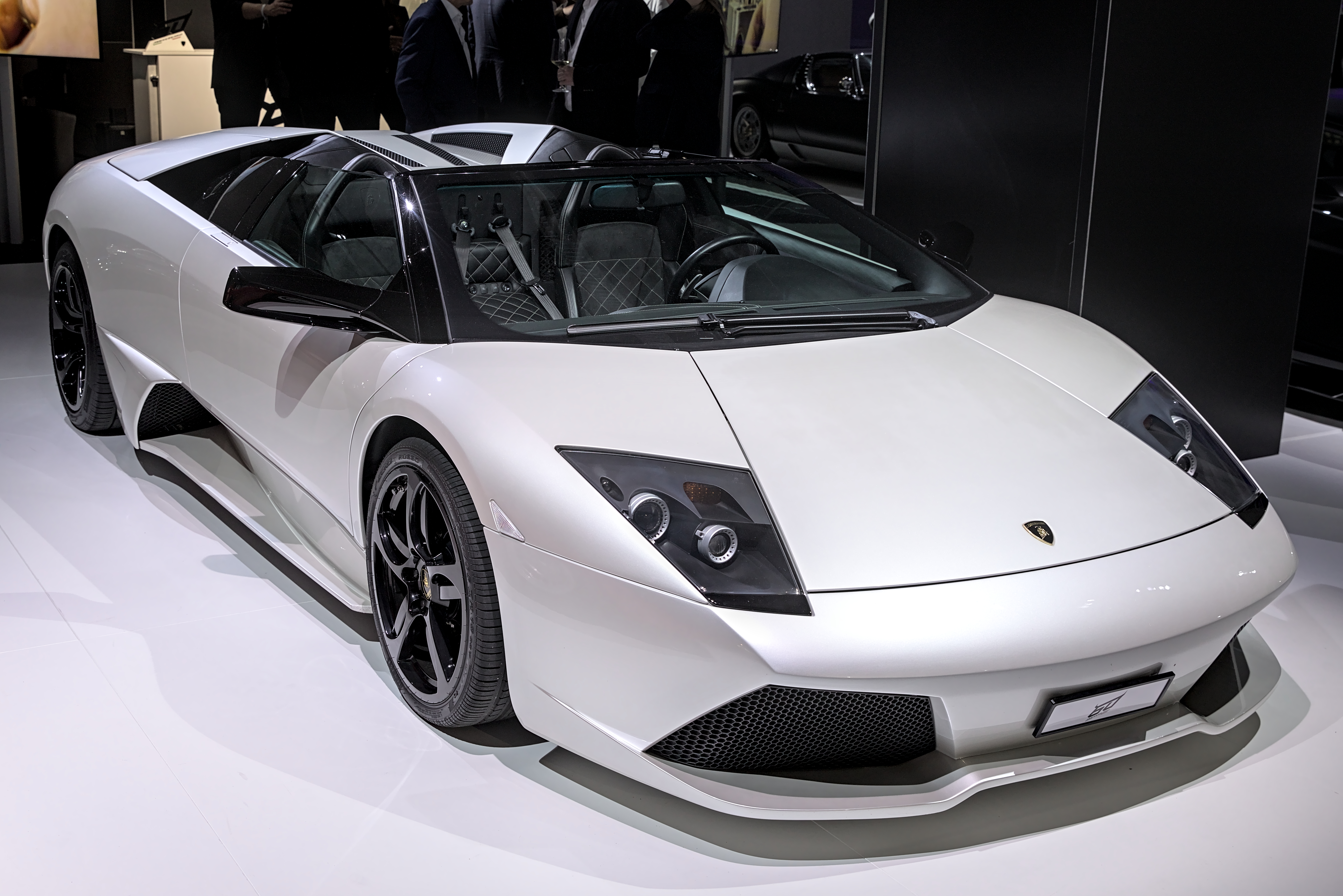
Lamborghini Murciélago LP640 Roadster (2006–2009)
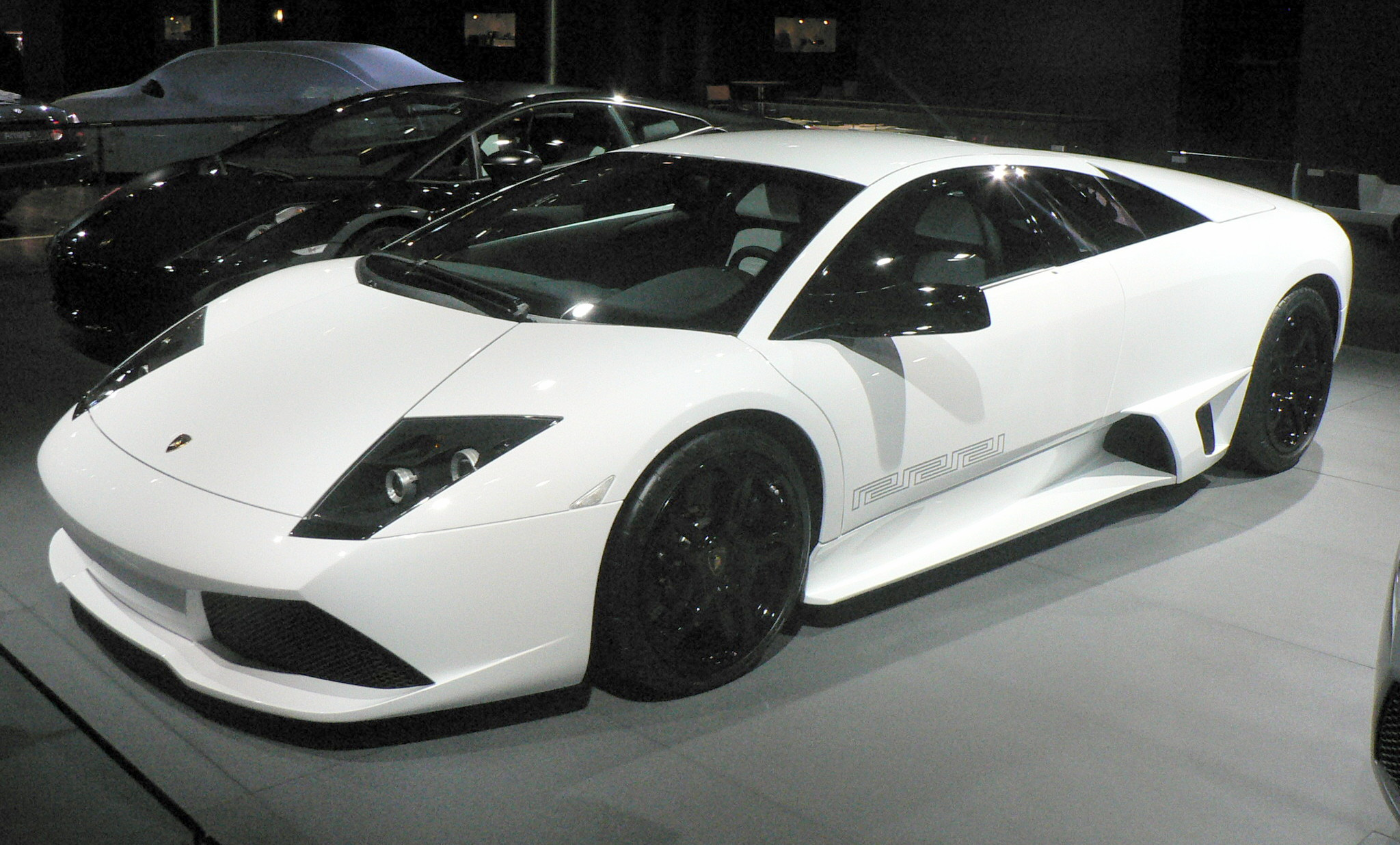
Lamborghini Murciélago LP640 Versace

### Reventón

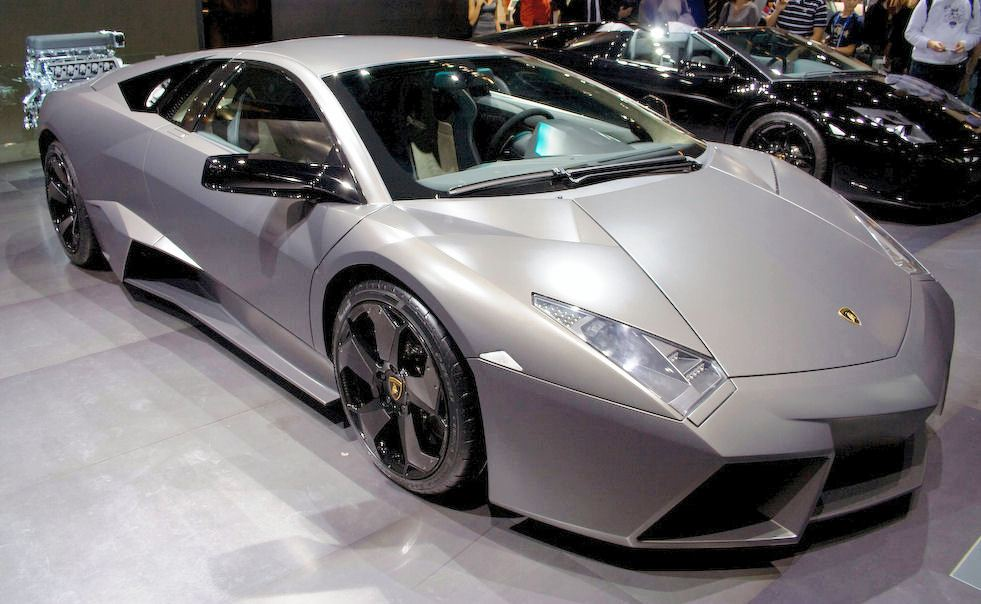
Lamborghini Reventón auf der IAA 2007

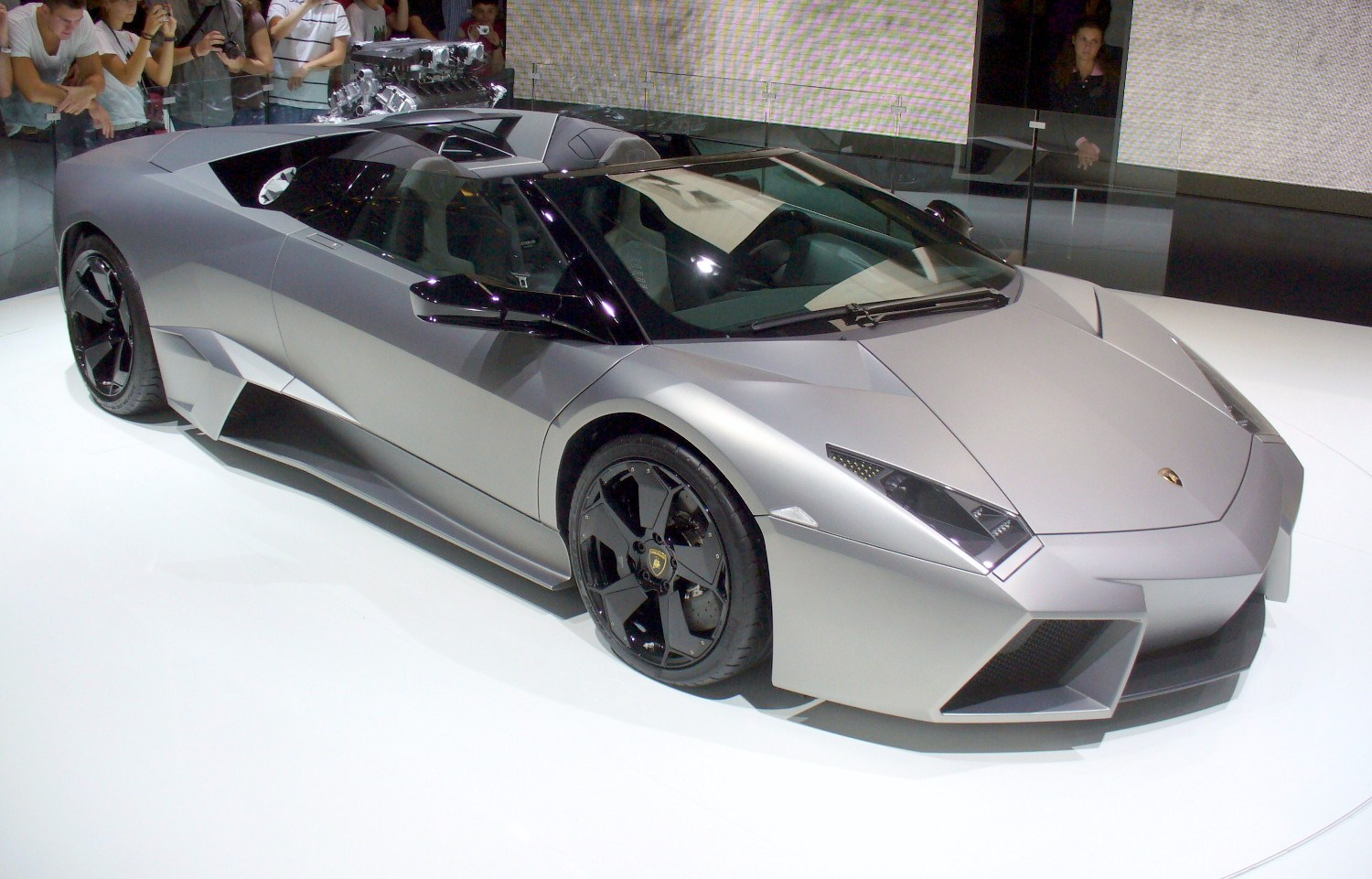
Lamborghini Reventón Roadster auf der IAA 2009

Der Lamborghini Reventón wurde auf der IAA 2007 in Frankfurt präsentiert. Das auf 22 Fahrzeuge limitierte Modell hat 478 kW (650 PS) und 660 Nm Drehmoment. Von diesen 22 produzierten Exemplaren wurden 20 verkauft, eines steht im Lamborghini-Museum, ein weiteres dient zu Testzwecken.
Das Design, welches auf dem Murciélago LP640 basiert, wurde stark verändert und erinnert an die kantige Form moderner Kampfjets. Im Innenraum, der mit Aluminium, KFK und Alcantara ausgestattet ist, befinden sich drei TFT-Monitore mit Touchscreen und ein Beschleunigungsmessgerät, welches die während der Fahrt wirkenden Beschleunigungen anzeigt. Die Beschleunigung von 0 auf 100 km/h erfolgt in 3,4 s, die Höchstgeschwindigkeit liegt bei 340 km/h.
Der Name dieses Sondermodells geht zurück auf den gleichnamigen Kampfstier Reventón aus der Zucht von Don Rodriguez. Er tötete den mexikanischen Matador Félix Guzmán im Jahre 1943. Der Preis für den Reventón beträgt 1.000.000 € netto.
Auf der IAA 2009 wurde ein Roadstermodell des Reventón präsentiert. Dieses hat 493 kW (670 PS), das maximale Drehmoment beträgt wie auch beim Coupé 660 Nm. Gebaut wurden vom Roadster 20 Stück zu einem Preis von je 1.100.000 € netto.

### Murciélago LP670-4 SV

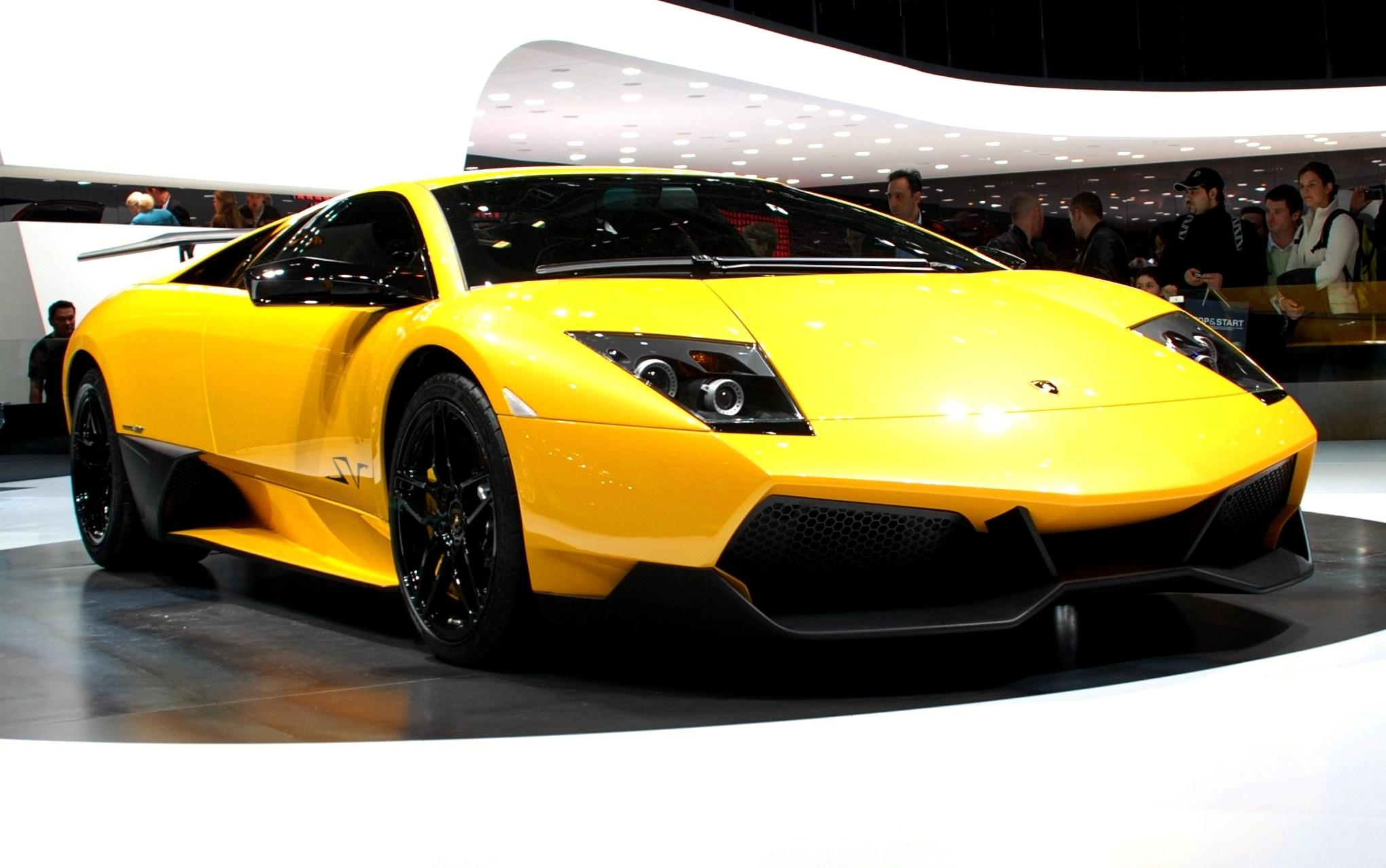
Lamborghini Murciélago SV auf dem Genfer Auto-Salon 2009

Der Lamborghini Murciélago LP670-4 SV wurde Anfang März 2009 auf dem Genfer Auto-Salon vorgestellt. Die zusätzliche Bezeichnung des auf 350 Stück limitierten Sondermodells steht für SuperVeloce (deutsch: „superschnell“). Das Gewicht wurde durch Einsatz von Leichtbaumaterialien um 100 kg verringert, und die Leistung wurde um 22 kW (30 PS) auf 493 kW (670 PS) gesteigert. Dadurch erreicht das Auto eine je nach Größe des Heckflügels variierende Höchstgeschwindigkeit von 337 bis 342 km/h. Außerdem dauert der Sprint mit dem sequentiellen Getriebe von 0 bis 100 km/h nur noch 3,2 s. Am auffallendsten am geänderten Design ist die Front- sowie die Heckpartie mit den neuen aus KFK bestehenden Anbauteilen. Auf Wunsch war außerdem an Stelle des sequentiellen auch das 6-Gang-Getriebe mit Handschaltung lieferbar.

### Murciélago LP650-4 Roadster
Der Lamborghini Murciélago LP650-4 Roadster ist eine auf 50 Stück limitierte Sonderserie des Lamborghini Murciélago LP640 Roadster. Der 6,5 l große V12 leistet nun 478 kW (650 PS). Das maximale Drehmoment liegt bei 660 Nm. Das besondere ist die Zweifarbenlackierung im grauen Farbton Grigio Telesto und im Arancio LP650-4 genannten Orange-Ton am Frontspoiler und am Seitenschweller. Diese Farbkombination wird auch im Innenraum mit orangen Nähten, Schaltpaddels und Bedienelementen fortgesetzt. Weitere Merkmale sind die transparente Motorabdeckung und die orange lackierten Bremssättel. Lieferbar war der Murciélago LP650-4 Roadster ab dem Frühjahr 2009.

## Murciélago R-GT

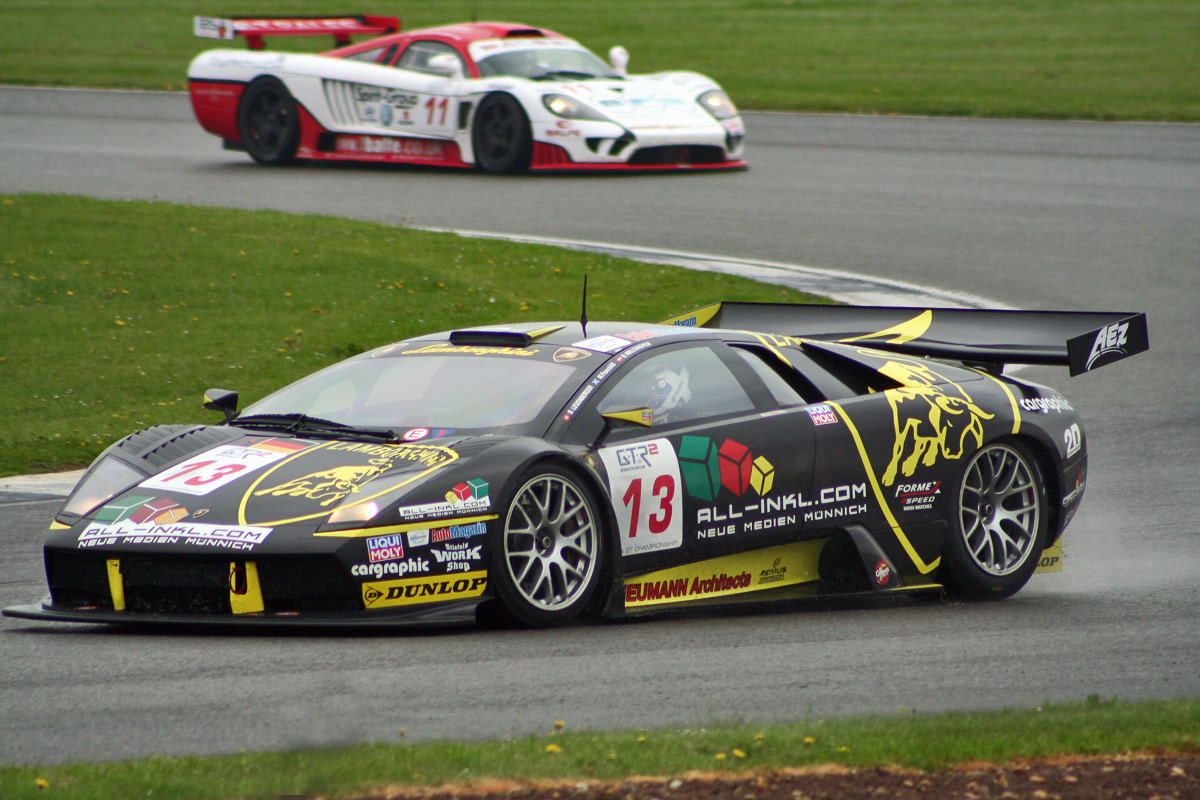
Lamborghini Murciélago R-GT

Der Murciélago R-GT wurde speziell für die Gruppe GT1 von der Audi-Sportabteilung und der Firma Reiter-Engineering entwickelt. Durch einen Luftmengenbegrenzer ist die Leistung mit 404 kW um 22 kW geringer als beim Serienmodell.
Der R-GT hat reglementsbedingt nur Hinterradantrieb statt Allradantrieb wie die Serienvariante. Er hat ein vermindertes Leergewicht von 1100 kg. Die Karosserie wurde aus schwarzem, kohlenstofffaserverstärkten Kunststoff gebaut und danach mit Klarlack überzogen.
Der Preis für den R-GT betrug knapp 500.000 €. Im Verlauf der Jahre 2003 bis 2009 nahmen mehrere Fahrzeuge bei der FIA-GT-Meisterschaft, Le Mans Series, American Le Mans Series und beim 24-Stunden-Rennen von Le Mans teil.
Der Titel 2009 in der Asian Le Mans Series war der einzige Meisterschaftssieg des Fahrzeugs.

## Produktionszahlen
Seit dem Debüt auf der IAA 2001 in Frankfurt wurden von August 2001 bis November 2010 4099 Exemplare produziert. Der Murciélago übertrifft somit die Verkaufszahlen des Diablo, der in seiner mehr als 10-jährigen Bauzeit 2903-mal produziert wurde.

## Technische Daten

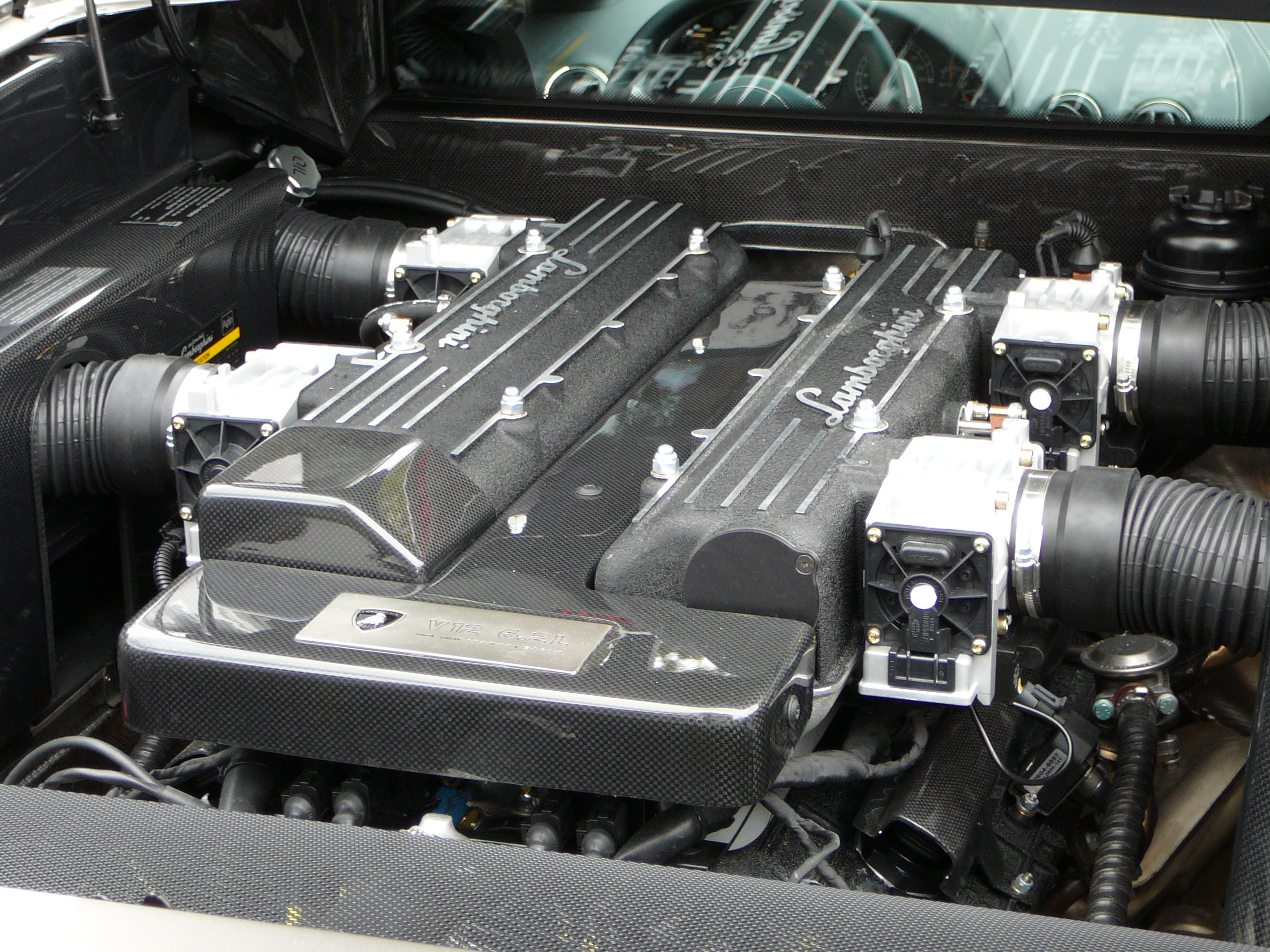
V12-Motor eines Murciélagos

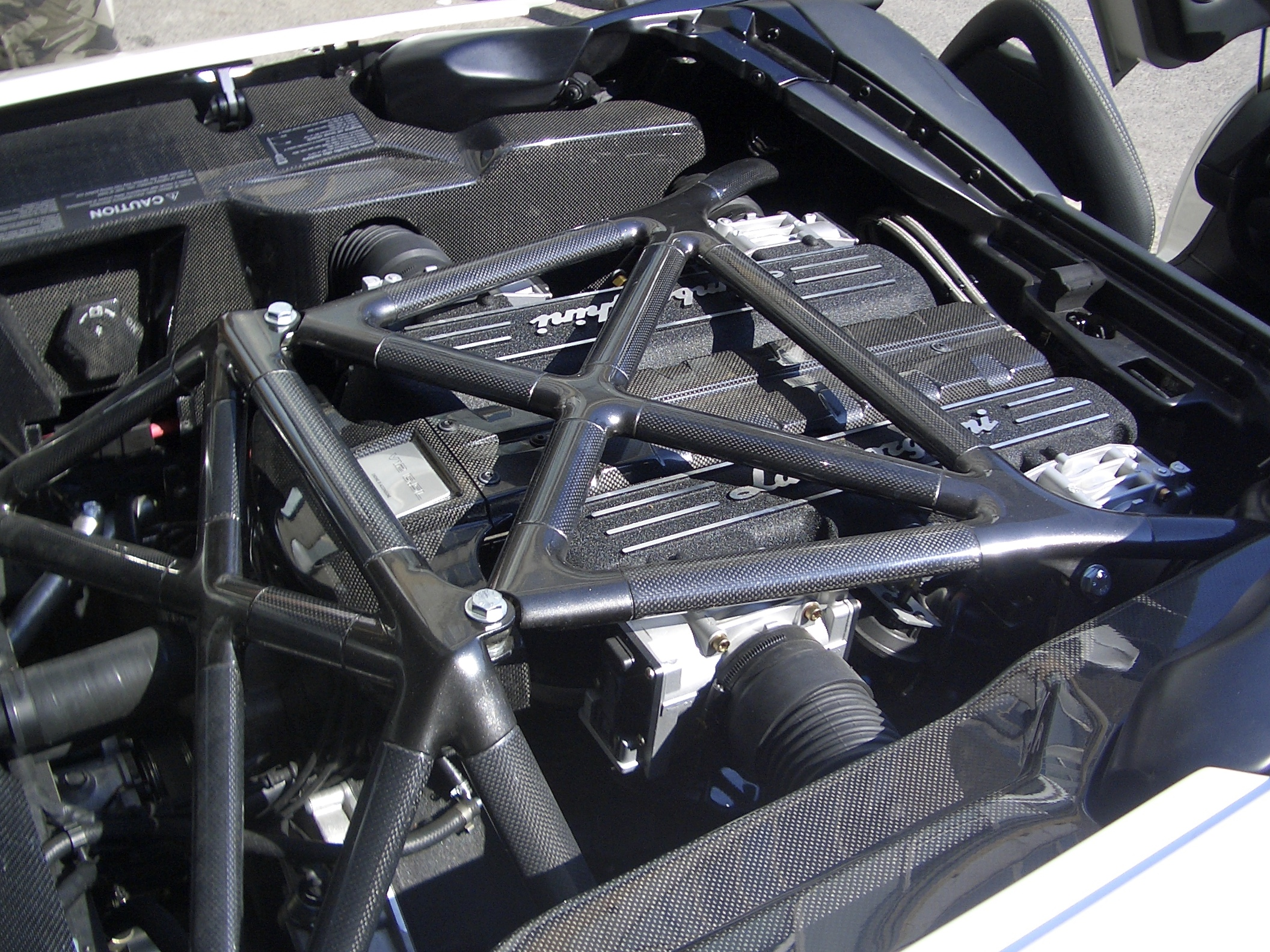
Motorraum eines LP640 Roadsters (Verstrebungen aus Verbundmaterial für höhere Verwindungssteifigkeit)

| Bauzeitraum                 | 2001–2006                                                   | 2004–2006                                                   | 2006–2010                                                   | 2007–2008                                                   | 2009–2010                                                   | 2009–2010                                   |                                         |                                         |                                         |                                         |                                         |
| Einbaulage                  | Mittelmotor                                                 | Mittelmotor                                                 | Mittelmotor                                                 | Mittelmotor                                                 | Mittelmotor                                                 | Mittelmotor                                 |                                         |                                         |                                         |                                         |                                         |
| Hubraum                     | 6192 cm³                                                    | 6192 cm³                                                    | 6496 cm³                                                    | 6496 cm³                                                    | 6496 cm³                                                    | 6496 cm³                                    |                                         |                                         |                                         |                                         |                                         |
| Bohrung × Hub               | 87,0 × 86,8 mm                                              | 87,0 × 86,8 mm                                              | 88,0 × 89,0 mm                                              | 88,0 × 89,0 mm                                              | 88,0 × 89,0 mm                                              | 88,0 × 89,0 mm                              |                                         |                                         |                                         |                                         |                                         |
| Zylinder                    | V12 (60°)                                                   | V12 (60°)                                                   | V12 (60°)                                                   | V12 (60°)                                                   | V12 (60°)                                                   | V12 (60°)                                   |                                         |                                         |                                         |                                         |                                         |
| Ventile/Nockenwellen        | 4 pro Zylinder/4                                            | 4 pro Zylinder/4                                            | 4 pro Zylinder/4                                            | 4 pro Zylinder/4                                            | 4 pro Zylinder/4                                            | 4 pro Zylinder/4                            |                                         |                                         |                                         |                                         |                                         |
| Leistung                    | 426 kW (580 PS)                                             | 426 kW (580 PS)                                             | 471 kW (640 PS)                                             | 478 kW (650 PS)                                             | 493 kW (670 PS)                                             | 478 kW (650 PS)                             |                                         |                                         |                                         |                                         |                                         |
| Nenndrehzahl                | 7500/min                                                    | 7500/min                                                    | 8000/min                                                    | 8000/min                                                    | 8000/min                                                    | 8000/min                                    |                                         |                                         |                                         |                                         |                                         |
| Drehmoment                  | 650 Nm bei 5400/min                                         | 650 Nm bei 5400/min                                         | 660 Nm bei 6000/min                                         | 660 Nm bei 6000/min                                         | 660 Nm bei 6500/min                                         | 660 Nm bei 6000/min                         |                                         |                                         |                                         |                                         |                                         |
| Abgasnorm                   | Euro 3                                                      | Euro 3                                                      | Euro 4                                                      | Euro 4                                                      | Euro 4                                                      | Euro 4                                      |                                         |                                         |                                         |                                         |                                         |
| Kraftübertragung            |                                                             |                                                             |                                                             |                                                             |                                                             |                                             |                                         |                                         |                                         |                                         |                                         |
| Antrieb                     | Allradantrieb                                               | Allradantrieb                                               | Allradantrieb                                               | Allradantrieb                                               | Allradantrieb                                               | Allradantrieb                               |                                         |                                         |                                         |                                         |                                         |
| Differential                | Sperrdifferential (hinten 45 %, vorne 25 %)                 | Sperrdifferential (hinten 45 %, vorne 25 %)                 | Sperrdifferential (hinten 45 %, vorne 25 %)                 | Sperrdifferential (hinten 45 %, vorne 25 %)                 | Sperrdifferential (hinten 45 %, vorne 25 %)                 | Sperrdifferential (hinten 45 %, vorne 25 %) |                                         |                                         |                                         |                                         |                                         |
| Getriebe                    | 6-Gang-Getriebe, handgeschaltet oder sequentielle Automatik | 6-Gang-Getriebe, handgeschaltet oder sequentielle Automatik | 6-Gang-Getriebe, handgeschaltet oder sequentielle Automatik | 6-Gang-Getriebe, handgeschaltet oder sequentielle Automatik | 6-Gang-Getriebe, handgeschaltet oder sequentielle Automatik | 6-Gang-Getriebe, sequentielle Automatik     | 6-Gang-Getriebe, sequentielle Automatik | 6-Gang-Getriebe, sequentielle Automatik | 6-Gang-Getriebe, sequentielle Automatik | 6-Gang-Getriebe, sequentielle Automatik | 6-Gang-Getriebe, sequentielle Automatik |
| Reifen                      | vorne 245/35 ZR 18, hinten 335/30 ZR 18                     | vorne 245/35 ZR 18, hinten 335/30 ZR 18                     | vorne 245/35 ZR 18, hinten 335/30 ZR 18                     | vorne 245/35 ZR 18, hinten 335/30 ZR 18                     | vorne 245/35 ZR 18, hinten 335/30 ZR 18                     | vorne 245/35 ZR 18, hinten 335/30 ZR 18     |                                         |                                         |                                         |                                         |                                         |
| Fahrleistungen              |                                                             |                                                             |                                                             |                                                             |                                                             |                                             |                                         |                                         |                                         |                                         |                                         |
| Beschleunigung (0–100 km/h) | 3,8 s                                                       | 3,8 s                                                       | 3,4 s                                                       | 3,4 s                                                       | 3,2 s                                                       | 3,4 s                                       |                                         |                                         |                                         |                                         |                                         |
| Höchstgeschwindigkeit       | 330 km/h (320 km/h)                                         | 320 km/h                                                    | 340 km/h (330 km/h)                                         | 340 km/h                                                    | 337–342 km/h                                                | 330 km/h                                    |                                         |                                         |                                         |                                         |                                         |

## Produktionszahlen
| Jahr   | Stückzahlen | Coupé | Roadster |
| ------ | ----------- | ----- | -------- |
| 2001   | 65          | 65    | –        |
| 2002   | 442         | 442   | –        |
| 2003   | 424         | 424   | –        |
| 2004   | 384         | 304   | 80       |
| 2005   | 464         | 230   | 234      |
| 2006   | 444         | 323   | 121      |
| 2007   | 629         | 423   | 206      |
| 2008   | 637         | 454   | 183      |
| 2009   | 331         | 274   | 57       |
| 2010   | 163         | 145   | 18       |
| Total: | 3.983       | 3.084 | 899      |